# Wuhan Airlines
Wuhan Airlines war eine chinesische Fluggesellschaft mit Sitz in Wuhan, Volksrepublik China, die 1986 gegründet wurde. Im September 1997 gründete Wuhan Airlines zusammen mit Hainan Airlines, Shandong Airlines, Shenzhen Airlines, Sichuan Airlines und Zhongyuan Airlines die chinesische Luftfahrtallianz Xinxing. Im Jahr 2002 wurde die Airline von China Eastern Airlines übernommen und 2003 in die Muttergesellschaft integriert.

## Zwischenfälle
Die Gesellschaft verzeichnete in ihrer Geschichte 2 Zwischenfälle mit Totalverlust des Flugzeugs und Todesfällen:
- Am 8. Oktober 1992 stürzte eine Avia 14 der Wuhan Airlines (Luftfahrzeugkennzeichen B-4211) beim Versuch der Rückkehr zum Flughafen Lanzhou ab, nachdem beim Start Triebwerksprobleme aufgetreten waren. Von den 35 Insassen kamen 14 ums Leben (siehe auch Flugunfall der Wuhan Airlines 1992).[3]

- Am 22. Juni 2000 stürzte eine Xian Y-7-100C der Wuhan Airlines (Kennzeichen B-3479) infolge von Windscherung etwa 25 km vom Flughafen Wuhan entfernt ab, wobei alle 42 Personen an Bord sowie weitere 7 am Boden ums Leben kamen (siehe auch Wuhan-Airlines-Flug 343).[4]